# Metodievo, Dobrici
Metodievo (în bulgară Методиево, în română Chiupeler) este un sat în comuna Dobricika, regiunea Dobrici, Dobrogea de Sud, Bulgaria. 
Între anii 1913-1940 a făcut parte din plasa Casim a județului Caliacra, România. Majoritatea locuitorilor erau români. Lângă localitate a mai existat o așezare (azi dispărută) numită Chiostecciler în timpul administrației românești.

## Demografie
Componența etnică a satului Metodievo
     Bulgari (64,06%)
     Turci (4,76%)
     Romi (27,27%)
     Nicio identificare (0,86%)
     Altele (3,03%)
La recensământul din 2011, populația satului Metodievo era de 231 locuitori. Din punct de vedere etnic, majoritatea locuitorilor (64,06%) erau bulgari, existând și minorități de romi (27,27%) și turci (4,76%). Pentru 0,86% din locuitori nu este cunoscută apartenența etnică.